# Prekoračenje
Prekoračenje se dešava kada se novac povuče sa bankovnog računa, a raspoloživi saldo ide ispod nule. U ovoj situaciji se kaže da je račun "prekoračen". Ukoliko postoji prethodni dogovor sa izdavaocem računa za prekoračenje, a iznos prekoračenja je u granicama dozvoljenog prekoračenja, onda se kamata obično naplaćuje po dogovorenoj stopi.
Ako negativni saldo prelazi dogovorene uslove, onda se mogu naplaćivati dodatne naknade i mogu se primenjivati veće kamatne stope.

## Istorija
Prva olakšica prilikom prekoračenja uspostavljena je 1728. godine od strane Kraljevske banke Škotske. Trgovac Vilijem Hog je imao problem sa vođenjem svojih knjiga i bio je u stanju da sklopi dogovor sa novoustanovljenom bankom koja mu je dozvolila da povuče novac sa svog praznog računa kako bi platio dugove pre nego što primi isplate. On je tako postao prvi primalac gotovinskog kredita u svetu, od strane banke.
Kroz decenije, prednosti ovog sistema, kako za kupce, tako i za banke, postale su očigledne, i banke širom Ujedinjenog Kraljevstva usvojile su tu inovaciju.
Sa početkom industrijalizacije, novim preduzećima je bio potreban jednostavan oblik kredita kako bi ubrzano započeli svoje aktivnosti, a da ne moraju da uzimaju pozajmice za hartije od vrednosti, koje nisu nužno imali. Važnost ove nove finansijske inovacije prepoznao je filozof Dejvid Hum, koji je to opisao u jednom od svojih eseja kao "jednu od najinovativnijih ideja koja je izvršena u trgovini".

## Razlozi za prekoračenja
Prekoračenja se javljaju iz više razloga. One mogu biti:
- Namerni zajam - Vlasnik računa se suočava sa nedostatkom novca i svesno vrši zaduženje sa nedovoljnim sredstvima. Oni prihvataju povezane naknade i pokrivaju prekoračenje sa sledećim depozitom.
- Neuspeh pri održavanju tačnog registarskog računa - Vlasnik računa ne navodi tačno aktivnosti na svom računu i premašuje troškove zbog nepažnje.
- Bankomatska prekoračenja - Banke ili bankomati mogu dozvoliti podizanje gotovine uprkos nedovoljnoj dostupnosti sredstava. Vlasnik računa može ali I ne mora biti upoznat sa tom činjenicom u trenutku podizanja novca. Ukoliko bankomat nije u mogućnosti da komunicira sa bankom vlasnika kartice, on može automatski odobriti podizanje  novca na osnovu ograničenja koja je odredila ovlašćena mreža.
- Privremeno zadržavanje depozita - Depozit na račun može biti stavljen na čekanje od strane banke. To može biti usled uredbe CC (koja reguliše plasman držanja na deponovanim čekovima) ili usled pojedinačnih politika banke. Sredstva možda neće biti odmah dostupna i dovešće do naknada za prekoračenje.
- Neočekivana elektronska podizanja - U nekom trenutku u prošlosti, vlasnik računa je možda ovlastio elektronsko podizanje od strane preduzeća. To može biti povoljno za obe strane (in good faith of both paries), ukoliko je zahtev za elektronsko podizanje pravno moguć po odredbama ugovora, kao što je pokretanje ponavljajuće usluge nakon besplatnog probnog perioda. Zaduženje je takođe moglo da se dogodi kao posledica zaplene plata, izjednačenih potraživanja od strane agencije za oporezivanje ili kreditnog računa ili prekoračenja sa drugim računom u istoj banci, ili direktna uplata naplate (direct-deposit charge back) kako bi se povratio preplaćeni iznos.
- Greška trgovca - Trgovac može nepropisno zadužiti račun klijenta zbog ljudske greške. Na primer, korisnik može da odobri kupovinu u iznosu od $ 5.00 koja može da pošalje na račun za $500.00. Klijent ima opciju da vrati ova sredstva putem povratnog plaćanja trgovca.
- Povratno plaćanje trgovca - trgovački račun može primiti naplatu zbog neispravnog zaduženja kreditne ili debitne kartice klijenta ili ukoliko klijent načini neovlašćeno plaćanje kreditnom ili debitnom karticom na tuđi račun kako bi platio za usluge vezane za robu od trgovac. Moguće je da naknada za naplatu i povezana naknada prouzrokuju prekoračenje ili ostavljaju nedovoljna sredstva za pokrivanje naknadnog podizanja ili zaduženja sa računa trgovca koji je primio naknadu.
- Ovlašćenje čekanja - Kada kupac izvrši kupovinu koristeći svoju debitnu karticu bez upotrebe svog PIN-a, transakcija se tretira kao kreditna transakcija. Sredstva se stavljaju na čekanje na račun klijenta čime se smanjuje raspoloživ saldo klijenta. Međutim, trgovac ne prima sredstva dok ne obradi transakcioni paket za period u kojem je kupac izvršio kupovinu. Banke ne drže ove fondove neograničeno, pa banka može osloboditi fond pre nego što trgovac prikupi sredstva i na taj način ponovo učini ta sredstva raspoloživim. Ukoliko potrošač potroši ta sredstva, zatim zabranjujući privremeni depozit računa koji će biti povučen kada trgovac naplati prvobitnu kupovinu.
- Bankovne naknade - Banka naplaćuje neočekivanu naknadu vlasniku računa, stvarajući negativan saldo ili ostavljajući nedovoljna sredstva za naknadno zaduženje s istog računa.[3]
- Igranje sa uloženim novcem(playing the float)- Vlasnik računa je u dugovima, a nedovoljno sredstava se nalazi na računu, verujući da će biti u mogućnosti da uplati dovoljno sredstava pre nego što dug bude izbrisan. Dok su mnogi slučajevi igranja sa uloženim novcem sa poštenim namerama, vreme koje je uključeno u čišćenje čeka i razlika u obradi dugovanja i kredita iskorišćavaju oni koju vrše proveru čeka.
- Vraćeni čekovni depozit - Vlasnik računa polaže ček ili novčani nalog i depozitni predmet se vraća zbog nedovoljnih sredstava, zatvorenog računa ili otkrivanja da je falsifikovan, ukraden, izmenjen ili ilegalno otvoren. Kao rezultat nadoknade za proveru i pripadajućih naknada, jedan rezultat prekoračenja ili naknadni dug koji je ovisan o takvim sredstvima uzrokuje jedan dug. To može biti zbog pohranjene stavke za koju se zna da je loša, ili bi klijent mogao biti žrtva lošeg čeka ili prevare falsifikovanja čeka. Ako je krajnje prekoračenje preveliko ili se ne može pokriti u kratkom vremenskom periodu, banka bi mogla tužiti ili čak podneti krivičnu prijavu.
- Namerna prevara - Napravljen je bankomat sa pogrešno predstavljenim novčanim sredstvima ili je ček ili novčanica prepoznata kao loše deponovana (vidi gore) od strane vlasnika računa, i dovoljno novca se zadužuje pre nego što se otkrije da se prevara završila prekoračenjem nakon što je naplata izvršena. Prevara bi mogla biti počinjena na vlastiti račun, na račun druge osobe ili na račun koji je identifikovan od strane nekog drugog kradljivca identiteta.
- Bankovna greška - može prikazati nepravilan iznos usled računarske ili ljudske greske, tako da se iznos može biti mnogo veći nego sto je proizvođač nameravao može ukloniti sa računa.. Neke greške banaka mogu da utiču na štetu vlasnika računa, ali druge mogu biti u njihovu korist.
- Victimization - račun je možda bio meta krađe identiteta. Ovo se može desiti kao rezultat prevare potražnje, ATM-kartice ili debitne kartice, skimiranja, provere krivotvorenja, „preuzimanja računa“ ili phishing-a. Krivično delo može prouzrokovati prekoračenje ili izazvati naknadno zaduživanje. Novac ili čekovi iz bankomata takođe su mogli biti ukradeni ili je koverta izgubljena ili ukradena, u kom slučaju se žrtvi često uskraćuje pravni lek.
- Dnevno prekoračenje - debit se pojavljuje na računu klijenta odakle proizilazi prekoračenjem koje se zatim pokriva kreditom koji se knjiži na račun tokom istog radnog dana. Da li će se to završiti naknadama za prekoračenje, zavisi od ugovora o vlasništvu depozita na računu određene banke.
- Trgovinsko prekoračenje - Neosigurano prekoračenje koje nude finansijske institucije trgovcu, a iznos prekoračenja je u okviru dozvoljenog limita prekoračenja, koji je obično veoma visoke vrednosti.

## Velika Britanija

### Prekoračenja u Velikoj Britaniji
Banke u Velikoj Britaniji obično nude besplatnu mogućnost prekoračenja, podložno unapred dogovorenom ograničenju (ranije poznatim kao dozvoljeni limit prekoračenja). Kamata, naknade ili oba bi se obično naplaćivala ako se koristi olakšica, ali računi mogu imati beskamatni amortizer od nekoliko desetina funti ili funkciju više namere od nekoliko stotina funti bez kamate.
Kada transakcija premaši prethodno dogovoreno ograničenje prekoračenja, banka može odabrati da odbije transakciju ili da je prihvati kao neformalni zahtev za povećanje, ranije poznato kao neovlašćeno prekoračenje. Naknade i kamatne stope za neformalna povećanja često će premašiti one naknade i kamatne stope za formalni zahtev. Takođe postoji i naknada po odbijenoj transakciji, koja je često predmet mesečnih ograničenja. Obično, banka šalje pismo kojim obaveštava kupca o naplati i traži da se računom rukuje u okviru svojih granica od tog trenutka pa nadalje ili obaveštava klijenta o njihovom novom ograničenju. U programu: "BBC whistleblower" u praksi, primećeno je da je stvarni trošak banke manji od dve funte.
Računi postoje sa olakšicama za zaštitu od prekoračenja koje garantuju da banka neće dozvoliti neformalno prekoračenje i koja može imati niže naknade za odbijanje transakcija, štiteći klijenta od kamata i troškova koji bi nastali u slučaju odobravanja prekoračenja. Računi za osobe mlađe od osamnaest godina obično ne dozvoljavaju stvaranje prekoračenja.

#### Iznos naknada
Nijedna velika britanska banka nije u potpunosti odbacila neformalne naknade za prekoračenje. Neke, međutim, nude "amortizacionu zonu", gde se kupcima neće naplaćivati ako prelaze ograničenje manje od određenog iznosa. Druge banke imaju tendenciju da naplaćuju naknade bez obzira na visinu iznosa prekoračenja, što neki smatraju nepoštenim. Kao odgovor na kritike, Lloids Banking Group je promenila strukturu naknada; naknade za neovlašćeno prekoračenje se umesto jednom mesečno, sada naplaćuju na dnevnom nivou. Oni takođe dozvoljavaju "Dane odlozenog plaćanja" u kojima možete da platite pre 14:30 (pon - pet), pre nego što bilo koja stavka bude vraćena. Alliance & Leicester je ranije imala olakšicu amortizacione zone (koji se pojavio na tržištu kao "funkciju poslednjih nekoliko funti na njihovom računu"), ali je to povučeno.
U principu, naknada koja se naplaćuje za neformalni zahtev iznosi između dvadeset pet i trideset funti, zajedno sa povećanom stopom debitnih kamata. Naknade za čekove i direktna zaduženja koja su odbijena(ili "odskočena") usled nedovoljnih sredstava obično su iste ili nešto manje od opštih naknada za prekoračenje I mogu se oporezivati nevezano od njih. Situacija koja je izazvala mnogo polemike jeste da banka odbija ček / direktno zaduženje, namene naknadu što dovodi klijenta do porekoračenja, a zatim im naplaćuje dato prekoračenje. Međutim, neke banke, kao što je Halifax, imaju politiku "bez naknada na naknade", pri čemu se račun koji se prekoračuje samo zbog neplaćene naknade za stavku neće naplaćivati dodatna naknada.

#### Pravni status i sporovi
U 2006. godini Kancelarija za poštenu trgovinu izdala je izjavu u kojoj je zaključeno da izdavači kreditnih kartica naplaćuju kazne kada klijenti prekorače maksimalni limit potrošnje i/ili zakasne sa plaćanjem na njihovim računima. U izjavi, Kancelarija za poštenu trgovinu je preporučila da izdavači kreditnih kartica postavljaju takve naknade na najviše 12 funti.
U izjavi, Kancelarija za poštenu trgovinu smatra da su naknade koje su izdavači kreditnih kartica naplaćivali analogne naknadama za neovlašćeno prekoračenje od strane banaka. Mnogi kupci koji su pretrpeli neovlašćene naknade za prekoračenje koristili su ovu izjavu kao odskočnu dasku da tuže svoje banke kako bi povratili naknade.
Vrhovni sud je 2009. godine smatrao da izjava Kancelarije za poštenu trgovinu nije obavezujuća za tekuće (proverene) račune i u velikoj meri je rešila stvar u korist banaka.

## Sjedinjene Američke Države

### Izveštavanje potrošača i poricanje računa
U Sjedinjenim Američkim Državama neke agencije za izveštavanje potrošača kao što su ChekSistems, Earli Varning Services i TeleCheck prate kako ljudi upravljaju svojim tekućim računima. Banke koriste agencije za proveru podnosioca zahteva na tekućem računu. Onima sa niskim debitnim rezultatima su odbijeni tekući računi, jer banka ne može sebi da priuštiti račun koji bi mogao biti prekoračen.

### Zaštita od prekoračenja u SAD
Zaštita od prekoračenja je finansijska usluga koju nude bankarske institucije prvenstveno u Sjedinjenim Američkim Državama. Zaštita od prekoračenja ili programa uplaćenih sredstava plaća stavke predočene na račun klijenta kada nema dovoljno sredstava za pokrivanje iznosa povlačenja. Zaštita od prekoračenja može obuhvatiti podizanje novca sa bankomata, kupovinu putem debitne kartice, elektronske transfere i čekove. U slučaju neautorizovanih stavki kao što su čekovi, ili povlačenje ACH-a, zaštita od prekoračenja dozvoljava da se ove stavke plaćaju umesto vraćanja neplaćenih ili odbijanja. Međutim, povlačenje sa bankomata i kupovine debitnom ili čekovnom karticom smatraju se unapred ovlašćenim i moraju biti plaćene od strane banke kada su podneti, čak i ako to uzrokuje prekoračenje.

#### Improvizovano pokriće
Tradicionalno, menadžer banke bi svaki dan pregledao listu prekoračenja u banci. Ako je menadzer video da je povlašćeni klijent imao prekoračenje, oni su imali diskretno pravo da plate prekoračenje za klijenta. Banke tradicionalno nisu naplaćivale improvizovano pokriće. Međutim, to je bilo potpuno diskretno, pa se od toga nije moglo zavisiti. S pojavom velikih međudržavnih bankarskih ogranaka, tradicionalna improvizovana pokrivenost je praktično nestala.
Jedini izuzetak su tzv. Liste "prinudne naplate". Na početku svakog radnog dana, menadžeri ekspozitura često i dalje dobijaju kompjuterizovanu listu stavki koje čekaju na odbijanje, samo za račune koji se vode u njihovoj specifičnoj grani, gradu ili državi. Generalno, ako je klijent u stanju da dođe u granu sa gotovinom ili da izvrši transfer da pokrije iznos stavke koja čeka na odbijanje, menadžer može "prisiliti plaćanje" na stavku. Pored toga, ako postoje olakšavajuće okolnosti ili je predmetna stavka sa računa koji ima redovni klijent, menadžer može preuzeti rizik plaćanjem stavke, ali to je sve ređe. Banke imaju vreme prekida kada se ova akcija mora izvršiti, pošto, nakon tog vremena, stavka se automatski prebacuje sa na "čekanje odbijanja" na "odbijena" i ne mogu se preduzeti dalje akcije.

#### Linije prekoračenja kredita
Ovaj oblik zaštite od prekoračenja je ugovorni odnos u kojem banka obećava da će platiti prekoračenja do određenog limita. Potrošač koji želi liniju prekoračenja kredita mora da popuni i potpiše zahtev, nakon čega banka proverava potrošački kredit i odobrava ili odbija zahtev. Ove kreditne linije su pozajmice i moraju biti u skladu sa Zakonom o istini u kreditiranju. Kao i kod povezanih računa, banke obično naplaćuju nominalnu naknadu po prekoračenju i naplaćuju kamatu na nepodmireni iznos. Neke banke naplaćuju malu mesečnu naknadu bez obzira na to da li se koristi kreditna linija. Ovaj oblik zaštite od prekoračenja je dostupan potrošačima koji ispunjavaju kriterijume kreditne sposobnosti koje je banka utvrdila za takve račune. Kada se kreditna linija uspostavi, raspoloživi kredit može biti vidljiv kao deo raspoloživog salda klijenta.

#### Povezani računi
Takođe se naziva i "Zaštita od prenosa prekoračenja", tekući račun može biti povezan sa drugim računom, kao što je štedni račun, kreditna kartica ili kreditna linija. Onda kada se veza uspostavi, i kada se stavka prikaže na tekućem računu gde bi se pojavilo prekoračenje, sredstva se prebacuju sa povezanog računa na pokriće prekoračenja. Nominalna naknada se obično naplaćuje za svaki transfer prekoračenja, a ako je povezani račun kreditna kartica ili druga kreditna linija, od potrošača se može tražiti da plati kamatu pod uslovima tog računa.
Glavna razlika između povezanih računa i linije prekoračenja kredita je u tome što je linijaprekoračenja kredita obično upotrebljiva samo za zaštitu od prekoračenja. Odvojeni računi koji su povezani sa zaštitom od prekoračenja su samostalni računi.

#### Planovi za zaštitu od odbijanja
Noviji proizvod koji nude neke banke naziva se "zaštita od odbijanja".
Manje banke nude planove kojima upravljaju kompanije treće strane koje pomažu bankama da dobiju dodatne prihode od naknada. Veće banke imaju tendenciju da ne nude planove za zaštitu od odbijanja, već umesto toga obrađuju prekoračenja koja su navedena u uslovima i odredbama računa.
U oba slučaja, banka može izabrati da pokrije prekoračene stavke po svom nahođenju i naplaćuje naknadu za prekoračenje, čiji iznos može ali ne mora biti otkriven. Za razliku od tradicionalne ad hoc pokrivenosti, ova odluka da se plati ili ne plati prekoračenje stavke je automatizovana i zasnovana na objektivnim kriterijumima kao što je prosečan saldo klijenta, istorija prekoračenja računa, broj računa koje klijent drži u banci, i koliko vremena su ti računi otvoreni. Međutim, banka ne obećava da će platiti prekoračenje čak i ako su zadovoljeni automatski kriterijumi.
Planovi zazaštitu od odbijanja imaju neke površne sličnosti sa kreditnim linijama prekoračenja i ad hoc pokrivenosti prekoračenja, ali imaju tendenciju da rade pod različitim pravilima. Kao i kod linije prekoračenja kredita, saldo zaštite od odbijanja može biti vidljiv kao deo raspoloživog salda klijenta, ali banka zadržava pravo da odbije plaćanje prekoračene stavke, kao kod tradicionalnog ad hoc pokrića. Banke obično naplaćuju jednokratnu naknadu za svako plaćeno prekoračenje. Banka takođe može naplaćivati periodičnu dnevnu naknadu za svaki dan u toku kojeg račun ima negativan saldo.
Kritičari tvrde da zbog toga što su sredstva unapred data potrošaču i očekuje se otplata, da zaštita od odbijanja kredita predstavlja vrstu pozajmice.
Budući da banke nisu ugovorno obavezne da pokriju prekoračenja, "zaštita od odbijanja" nije regulisana Zakonom o istini u pozajmljivanju, koji zabranjuje određene obmanjujuće reklame i zahteva objavljivanje uslova kredita. Istorijski gledano, zaštita od odbijanja može biti dodata na račun potrošača bez njegove dozvole ili znanja.

### Redosled procesuiranja transakcija
Oblast kontroverzije koj se odnosi na naknade prekoračenja je redosled kojim se banka drži kad prebacuje transakcije na račun mušterije. Ovo je kontroverzno zato što procesuiranje od najvećeg ka najmanjem teži da maksimizuje pojave prekoračenjana računu mušterije. Ova situacija se može dogoditi kada osoba čiji je račun načini neki broj manjih debitnih transakcija za koje ima dovoljno sredstava na računu u dato vreme kupovine. Kasnije, osoba čiji je račun načini veći debitnih uloga koji načine prekoračnje na računu (ili namerno ili nenamerno). Ako sve stavke koje su prisutne za plaćanje na račun u istom danu, a banka prvo obrađuje najveću transakciju, može doći do višestrukih prekoračenja. Još jedan problem za mušteriju može se pojaviti kada se veći depozit ili veća debitna transakcija dogode istog dana; na primer, kada mušterija sa $700 na računu izvrši depozit čekom u iznosu od $600 i kasnije plati $800 čekom za iznajmljivanje istog dana, biće mu naplaćena naknada za prekoračenje, uprkos tome što je imao više nego dovoljno novca na računu da pokrije ček.
Politika „najveći ček prvo“ je politika koaj se često koristi u većim bankama SAD-a. Banke kažu da se ovo radi da bi se mušterijine najveće transakcije (kao što su ček za iznajmljivanje ili hipoteku, ili komunalna naknada) sprečile da budu vraćenje neplaćene, uprkos tome što su neke takve transakcije zagarantovane. Mušterije su pokušavale da vode spor da bi sprečili ovu praksu, argumentujući da banke koriste „najveći ček prvo“ da bi manipulisale redosled transakcija da bi veštački izazvali i naplatili naknade prekorečenja. Banke u SAD-u su većinom regulisane od strane Kancelarije Kontrolora Valute, federalne agencije koja je odobrila ovu praksu; praksa je u skorije vreme bila dovedena u pitanje, međutim, na osnovu brojnih individualnih državnih zakona o obmanjujućoj praksi. U klasnoj tužbi, januara 2014. godine, Korporacija američe banke je prihvatila ugovor o poravnanju od $55 miliona zbog prakse preraspoređivanja redosleda transakcija (najveće-najmanje) postavljanja debitnih transakcija na račun mušterija i navodnih efekat koji raspored ima na broj naknada za prekoračenja naplaćenih računima mušterijama. 
Ugovori o bankarskim depozitima obično podrazumevaju da banke mogu da brišu transakcije u bilo kom redu, prema diskrecionoj odluci banke.

### Regulacija učešća
U julu 2010. godine, Federalna Rezerva je usvojila regulacije (revizije Regulacije E) koje zabranjuju naknade za prekoračenje koje su nastale jednokratnom debitnom karticom i transakcimjama na bankomatu osim ako je mušterija banke odlučila da učestvuje u zaštiti prekoračenja. Mušterije koje se odluče da učestvuju u programima prekoračenja plaćaju više od sedmostruke sume koja se plaća u prekoračenju i NSF naknade, što u proseku iznosi skoro 260$ godišnje, zasnovano na skorašnjim izveštajima iz U.S. Consumer Financial Protection Bureau-a. Istraživanje koje je sprovelo Moebs Service februara 2011. godine, pokazuje da je čak 90% mušterija izabralo zaštitu prekoračenja, što je dovelo do toga da banke SAD-a imaju rekordan profit zbog naknada prekoračenja. 

### Alternative zaštite prekoračenja
Finansijsko-tehnološke(fintech) inovacije su dovele do održivih alternativa zaštitama prekoračenja.